# Kant-Telekom Kant
Kant-Telekom Kant (kirg. Футбол клубу «Кант-Телеком» Кант) – kirgiski klub piłkarski, mający siedzibę w mieście Kant, na północy kraju.

## Historia
Chronologia nazw:
- 1996: Kant-Telekom Kant (ros.  «Кант-Телеком» Кант)
- 1996: klub rozwiązano

Piłkarski klub Kant-Telekom został założony w miejscowości Kant w roku 1996 i reprezentował miasto po rozwiązaniu klubu Kant-Oil Kant. W 1996 zespół startował w Pucharze Kirgistanu, gdzie zmagał się w 1/32 finału. Potem z powodów finansowych został rozwiązany.

## Sukcesy

### Trofea międzynarodowe
Nie uczestniczył w rozgrywkach azjatyckich (stan na 31-12-2015).

### Trofea krajowe
| \| \| Zdobyte trofea w rozgrywkach Kirgistanu (stan na: 31-12-2015) \| |                                                               |      |          |
| Rozgrywki                                                              | Osiągnięcie                                                   | Razy | Sezon(y) |
| Mistrzostwo                                                            | I miejsce                                                     | 0    |          |
| Mistrzostwo                                                            | II miejsce                                                    | 0    |          |
| Mistrzostwo                                                            | III miejsce                                                   | 0    |          |
| Puchar                                                                 | zdobywca                                                      | 0    |          |
| Puchar                                                                 | finalista                                                     | 0    |          |
| Puchar                                                                 | 1/32 finału                                                   | 1    | 1996     |
| II liga                                                                | I miejsce                                                     | ?    |          |
| II liga                                                                | II miejsce                                                    | ?    |          |
| II liga                                                                | III miejsce                                                   | ?    |          |
| Kirgistan                                                              | Zdobyte trofea w rozgrywkach Kirgistanu (stan na: 31-12-2015) |      |          |

## Stadion
Klub rozgrywał swoje mecze domowe na stadionie Cementnik w Kant, który może pomieścić 3000 widzów.